# Rañal (Arteijo)
Rañal (llamada oficialmente O Rañal) es una aldea española situada en la parroquia de Arteijo, del municipio de Arteijo, en la provincia de La Coruña, Galicia.

## Demografía
| Gráfica de evolución demográfica de Rañal entre 2000 y 2018 |
|                                                             |
| Datos según el nomenclátor publicado por el INE.            |